# Альбатрос (рід)
Альбатрос (Diomedea) — рід великих морських птахів з вузькими довгими крилами, зручними для планування. Має розмах крил — до 3 м. Представники роду є одними з відомих диких птахів-довгожителей у світі. Мешкає переважно в Південній півкулі. Належить до родини альбатросових ряду буревісникоподібних. Рід включає 6 видів.

## Види
- Альбатрос мандрівний (D. exulans)
- Альбатрос антиподський (D. antipodensis)
- Альбатрос острівний (D. amsterdamensis)
- Альбатрос тристанський (D. dabbenena)
- Альбатрос королівський північний (D. sanfordi)
- Альбатрос королівський (D. epomophora)